# 皱大脐蜗牛
皱大脐蜗牛（学名：Aegista caperata），是柄眼目扁蜗牛科盾蜗牛属的一种。主要分布于台湾，常栖息在高海拔山区落叶堆下。